# Phil Healy
Phil Healy, née le 19 novembre 1994 à Ballineen and Enniskean dans le comté de Cork, est une athlète irlandaise.
Cette sprinteuse internationale a détenu plusieurs records d'Irlande (100 m, 200 m, 200 m en salle). 

## Palmarès
| Date | Compétition           | Lieu  | Résultat | Épreuve         | Temps         |
| ---- | --------------------- | ----- | -------- | --------------- | ------------- |
| 2021 | Jeux olympiques       | Tokyo | 8e       | 4 × 400 m mixte | 3 min 15 s 04 |
| 2024 | Championnats d'Europe | Rome  | 2e       | 4 × 400 m       | 3 min 22 s 71 |
| 2024 | Jeux olympiques       | Paris | 4e       | 4 × 400 m       | 3 min 19 s 90 |

## Records
| Épreuve | Marque  | Lieu    | Date            |
| ------- | ------- | ------- | --------------- |
| 100 m   | 11 s 28 | Dublin  | 6 juin 2018     |
| 200 m   | 22 s 99 | Cork    | 16 juillet 2018 |
| 400 m   | 51 s 50 | Belfast | 29 mai 2021     |

## État de santé
Phil Healy eut par le passé des soucis de santé tel que la COVID-19 ou ses niveaux de thyroïde qui se déréglaient, compromettant sa pratique sportive. Néanmoins dans une interview de 2024 accordée à Irish Examiner celle-ci déclare son retour à son précédent niveau.
“Everything is under control now and training is back to where it always was"
Tout est sous contrôle à présent et l'entrainement est revenu là où il a toujours été"